# 한국성서대학교
한국성서대학교(韓國聖書大學校, Korean Bible University)는 서울특별시 노원구에 위치한 개신교계열의 사립 대학이다.
1952년 일립 강태국 박사에 의해 설립된 한국성서학원을 시작으로, 1996년 일반대학으로 전환되어 현재에 이른다. 국문 약칭으로 한국성서대(韓國聖書大) 혹은 성서대(聖書大) 등이 사용되며, 영문 약칭으로 KBU 등을 사용하고 있다. 2023년  현재 4개 대학원(일반대학원, 신학대학원, 사회복지대학원, 보육대학원)과 5개 학부(신학부, 사회과학부, 정보과학부, 간호학부, 자유전공학부)를 갖춘 규모는 작지만 강한 종합대학이다. 국내 최초로 도입한 성적 마일리지 제도는 학교에서 지정하는 자격시험이나 학교의 교육 이념과 목표를 충족한 학생들에게 마일리지를 적립해주면, 학생들이 학교시설을 이용할 때 일반 마트나 패스트푸드점처럼 마일리지 카드를 현금처럼 사용하는 것이다. 등록금 납부에도 사용할 수 있다. 신학적 풍토는 보수 복음주의 계열이며 초교파적 색채로 인해 미국의 보수 침례교 및 영미의 보수적 장로교 전통, 성결교단이나 일본 기독교단 등의 영향도 받은 것으로 알려져 있다. 2022년, 설립 70주년을 기념한 바 있으며, 2024년 현재 이사장은 강우정 박사이며, 최정권박사가 총장이다.

## 연혁
한국성서대학교는 1952년 5월 13일 설립된  한국성서학원을 모태로 한다. 1955년 4년제 각종학교로 교육부 인가를 받았으며 4년제 각종학교로 교육부 장관의 인가를 받아 학교명을 한국성서학교라 개칭하고 성서과, 기독교사회사업과 등을 개설하고 초대 교장으로 강태국 박사가 취임했다. 1963년 12월 학교법인 한국복음주의학원을 설립해 초대 이사장으로 신석호 박사가 취임했다. 1977년에는 현재의 위치인 서울특별시 노원구 일대로 교사를 이전했다.
1983년에는 한국성서신학교로 교명을 변경했다. 1984년 4년제 일반 대학교와 동등한 학력 인정대학으로 지정되었다. 1996년 한국성서대학교로 개편되고, 1998년에는 사회교육원, 1999년에는 일반대학원(M.A., Ph.D) 및 신학대학원(M.Div.)을 인가받아 설치했다. 2018년에는 일반대학원 간호학전공(M.S.N)을 신설했다.

## 원장·교장·학장과 총장
다음은 한국성서대학교의 총장 일람이다.
| 역대                | 이름              | 임기              | 비고 |
| 한국성서학원 원장   | 한국성서학원 원장 | 한국성서학원 원장 | 한국성서학원 원장                                                                                                   |
| ------------------- | ----------------- | ----------------- | --- |
| 초대                | 강태국            | 1952년 - 1954년   | - 숭실전문학교(졸업) - 밥 존스 대학교 대학원(박사)                                                                  |
| 한국성서학교 교장   |                   |                   | |
| 초대                | 강태국            | 1955년 - 1984년   | - 연임 |
| 한국성서신학교 학장 |                   |                   | |
| 초대                | 강태국            | 1984년 - 1991년   | - 연임 |
| 2대                 | 강희정            | 1992년 - 1995년   | |
| 3대                 | 김호식            | 1996년 - 1997년   | - 아메리칸 대학교 대학원(박사) - 한국성서대학교 대학원장                                                            |
| 한국성서대학교 총장 |                   |                   | |
| 초대                | 김호식            | 1997년 - 1999년   | - 연임 |
| 2대                 | 강우정            | 2000년 - 2004년   | - 고려대학교 법과대학 법학과(학사)                                                                                  |
| 3대                 | 강우정            | 2004년 - 2008년   | - 연임 |
| 4대                 | 강우정            | 2008년 - 2012년   | - 연임 |
| 5대                 | 강우정            | 2012년 - 2016년   | - 연임 |
| 6대                 | 강우정            | 2016년 - 2020년   | - 연임 |
| 7대                 | 강우정            | 2020년 - 2024년   | - 연임 |
| 8대                 | 최정권            | 2024년 -          | - 한국성서대학교 성서학과(학사) - 총신대학교 목회신학전문대학원 목회학과(석사) - 한국성서대학교 대학원 철학과(박사) |

설립자와 이사장 및 총장
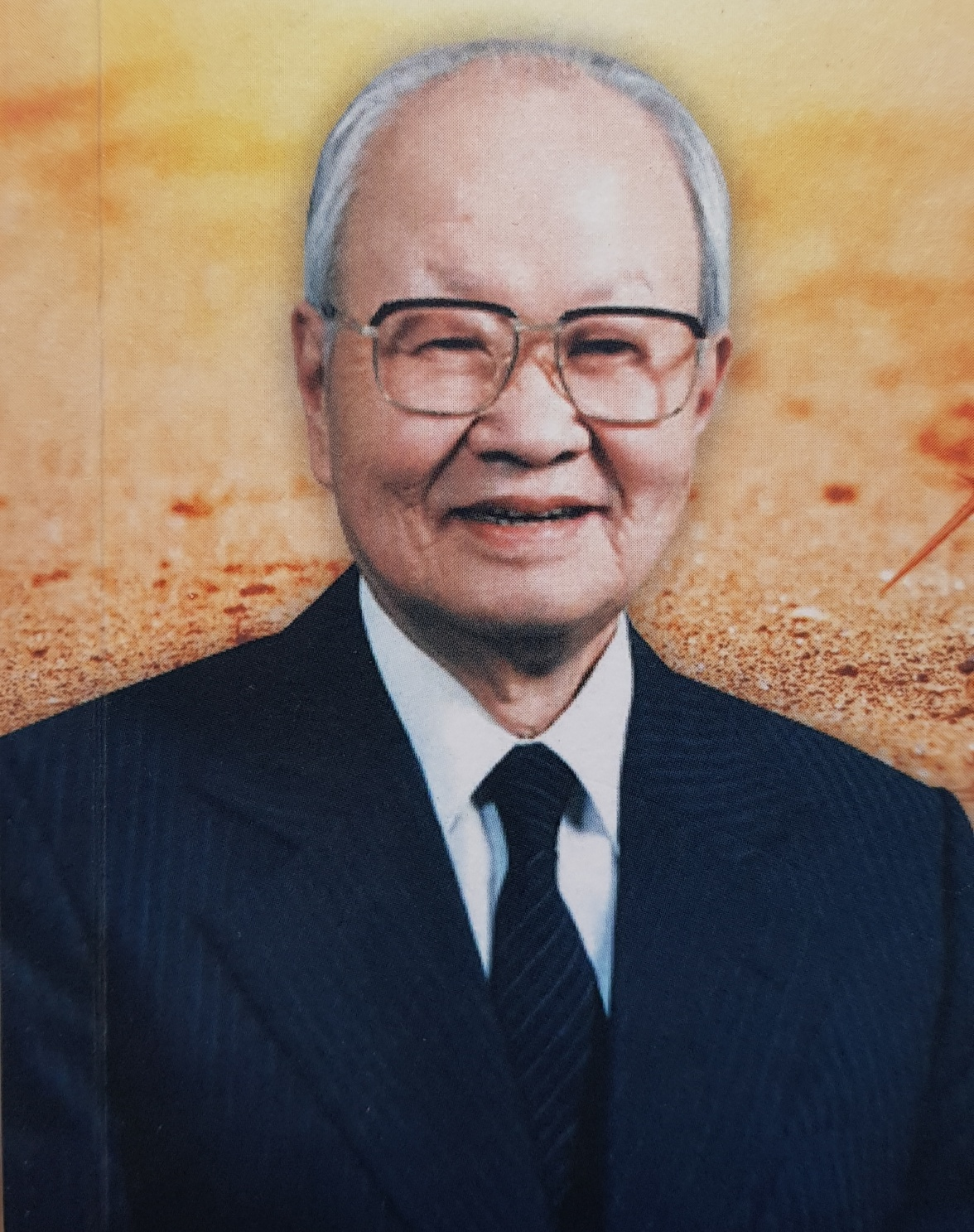
일립 강태국 박사
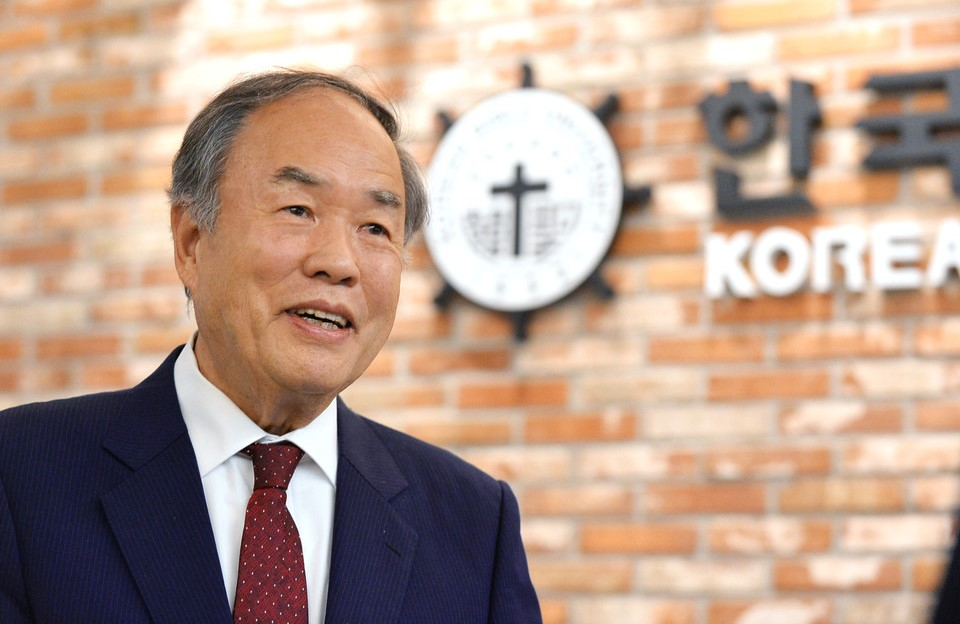
강우정 한국성서대학교 이사장
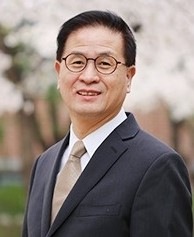
최정권 한국성서대학교 총장

## 교육편제

### 학부
2021년 기준, 한국성서대학교는 별도의 단과대학 설치 없이 5개 학과를 설치하여 학부 과정을 교육하고 있다.

### 대학원
2021년 기준, 한국성서대학교는 일반대학원과 특수대학원으로 사회복지대학원, 신학대학원, 교육대학원 등 3개원을 설치하여 석·박사 학위 과정을 제공하고 있다.

## 교육 방침상의 특징

### 국제 교류
한국성서대학교의 교환학생 파견 대학으로는 몽골 셀룰렉대학이 있다. 2024년 3월 기준으로 한국성서대학교는 세계 7개국 7개교와 학술 교류 협정을 체결하고 교류 중에 있다.

### 국내 교류
한국성서대학교는 총신대학교, 아신대학교 등과 학술 교류 협정을 체결하고 교류하고 있다.

## 캠퍼스 풍경
한국성서대학교는 서울특별시의 사립 대학으로, 상계동에 그 캠퍼스가 위치한다. 캠퍼스 부지는 2만m²가 안되는 크기로 서울한영대학교와 비슷한 수치이다. 캠퍼스 내 건물은 6동이 위치하고 있다. 부지가 다소 협소한 편으로, 약 5개동의 건축물이 건립되어 있다. 이는 대한민국 일반대학 중 다섯번째로 작은 크기이며, 서울특별시 소재 대학 중 은평구의 서울기독대학교에 이어 두번째로 작다.
캠퍼스는 캠퍼스 북측 동일로214길을 통해 접근이 가능하다. 길에서 뻗어나온 도로가 'ㅅ'자 형태로 형성되어 있는 것이 특징이다. 캠퍼스 서편 인제대학교 상계백병원이 위치하며, 남측으로 당현천과 접하고 있다. 연결된 동일로를 따라 남측에 중계역이 위치하고 있다.

캠퍼스 풍경
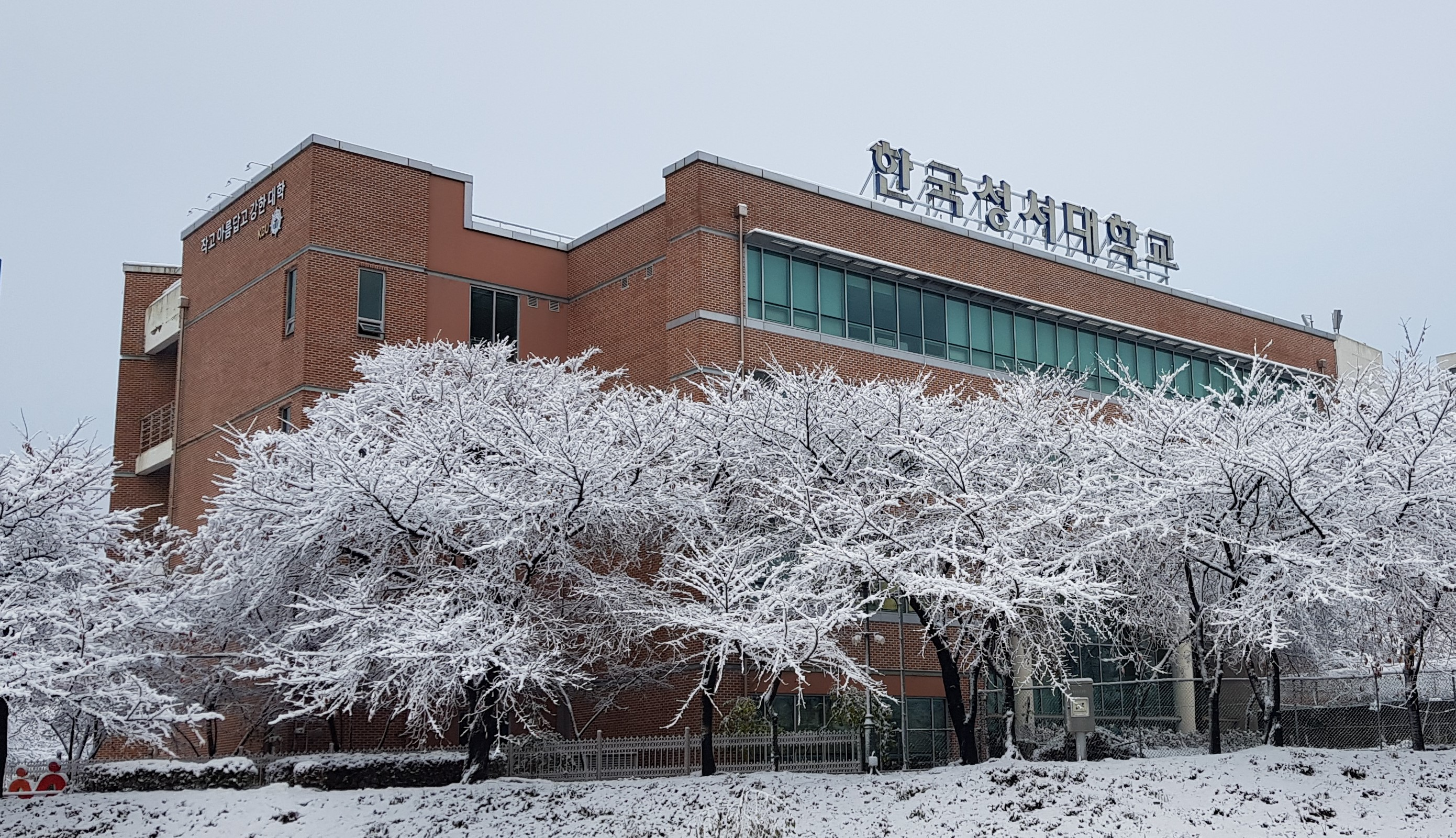
한국성서대학교
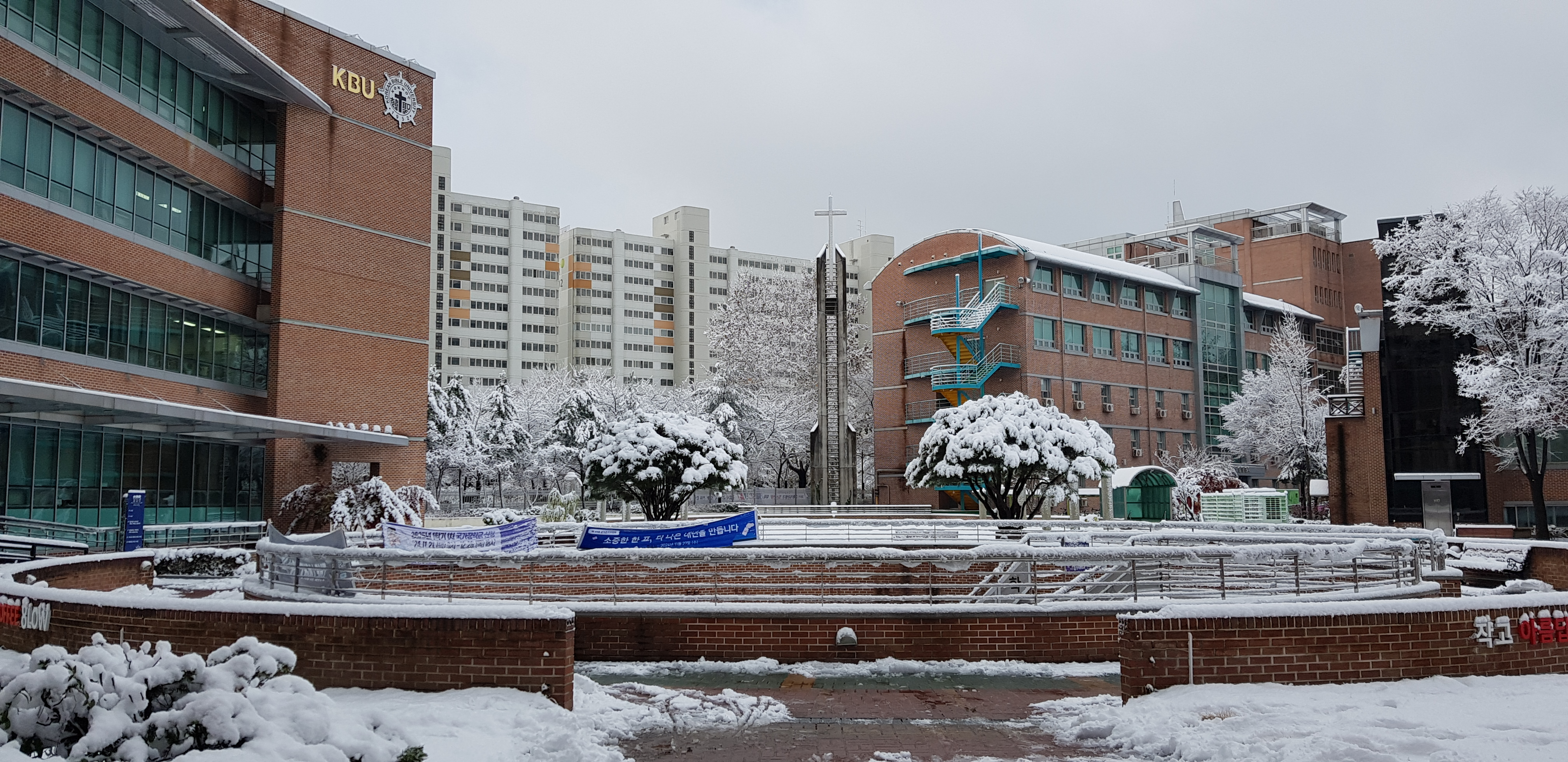
한국성서대학교 캠퍼스 겨울 전경
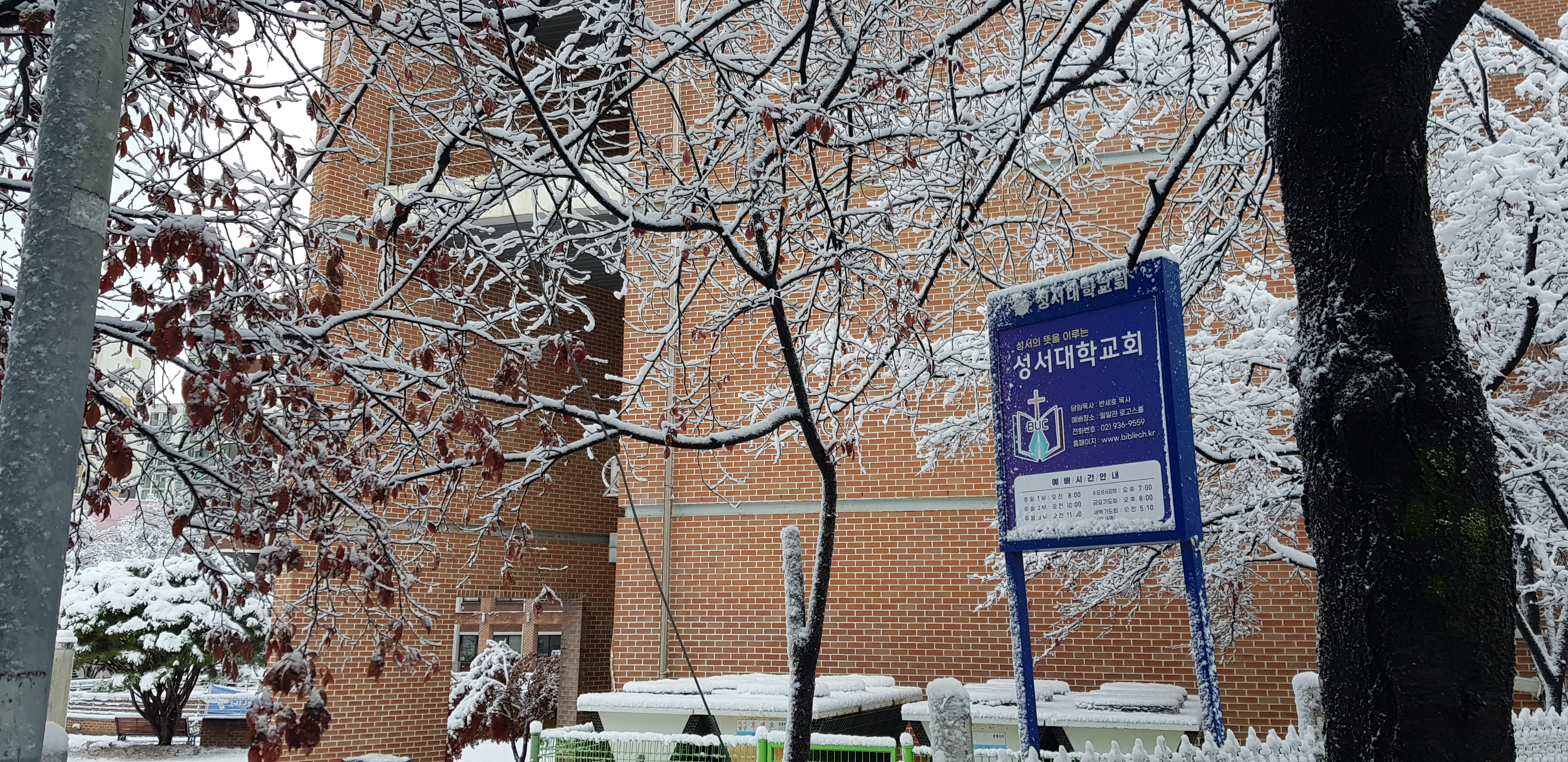
성서대학교회

## 한국성서대학교 밀알훈련센터
경기도 포천시 이동면 도평리 산 11번지 (558-560, 564, 565번지) 약 150만평의 부지가 학교의 소유지이다.

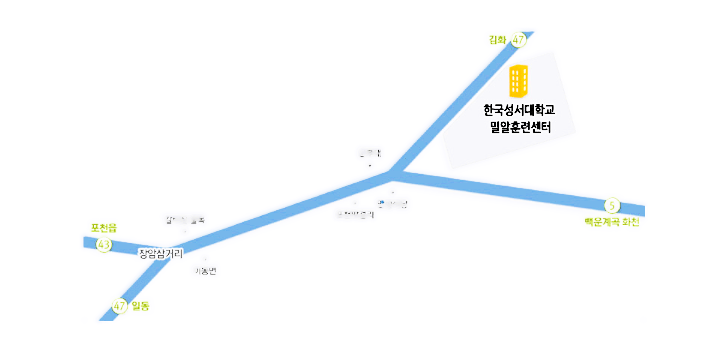
한국성서대학교 밀알센터, 포천

한국성서대학교회
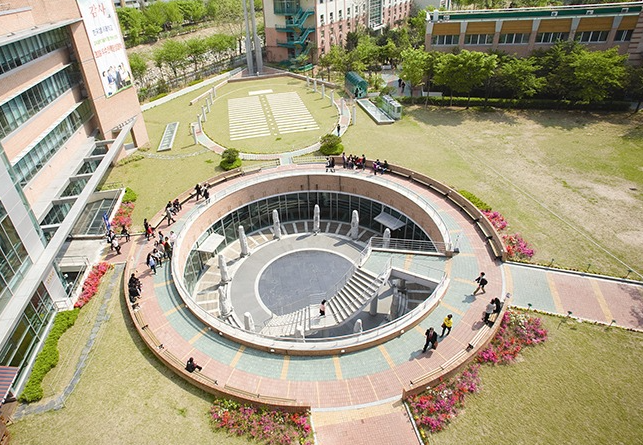
한국성서대학교회
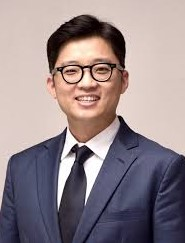
한국성서대학교회 반세호 목사

## 같이 보기
- 강태국
- 강희정
- 강우정
- 한국성서선교회
- 용인성서교회